# Ілейн Бріден
Ілейн Бріден  (англ. Elaine Breeden, 18 листопада 1988) — американська плавчиня, олімпійка.

## Виступи на Олімпіадах
| Олімпіада  | Дисципліна                        | Місце  |
| ---------- | --------------------------------- | ------ |
| Пекін 2008 | плавання на 100 метрів, батерфляй | 10T    |
| Пекін 2008 | плавання на 200 метрів, батерфляй | 7      |
| Пекін 2008 | комплексна естафета 4 × 100       | AC (2) |